# Mimexocentrus perrieri
Mimexocentrus perrieri là một loài bọ cánh cứng trong họ Cerambycidae.